# Макаров, Борис Валерьевич
Борис Валерьевич Макаров (28 ноября 1926, Петропавловск, совр. Казахстан — 1963, Новосибирск) — советский театральный актёр, режиссёр Новосибирского радио (1957—1963).

## Биография
Родился 28 ноября 1926 года в Петропавловске на териитории современного Казахстана. Окончил одно из среднеобразовательных учреждений Новосибирска и актёрский факультет Ленинградского театрального института имени А. Н. Островского (1949). Был артистом Брянского облдрамтеатра.
В 1954 году переехал обратно в Новосибирск и устроился литературным работником в газету «Сталинское племя» (будущая «Молодость Сибири»), но уже в 1955 году вернулся на театральную сцену.
В Ленинграде работал в филармонии и местном отделении Всесоюзного государственного концертного объединения, где выступал под руководством А. И. Райкина.
В мае 1957 года решил целиком посвятить себя корреспондентской работе и режиссуре. Вновь приехал в Новосибирск, где занял должность режиссёра детского вещания на радио.
Умер в 1963 году в Новосибирске.

## Семья
- Жена — Эмма Шумилова, балерина, основательница и первый директор Новосибирского хореографического училища[1].